# Venntrilogie

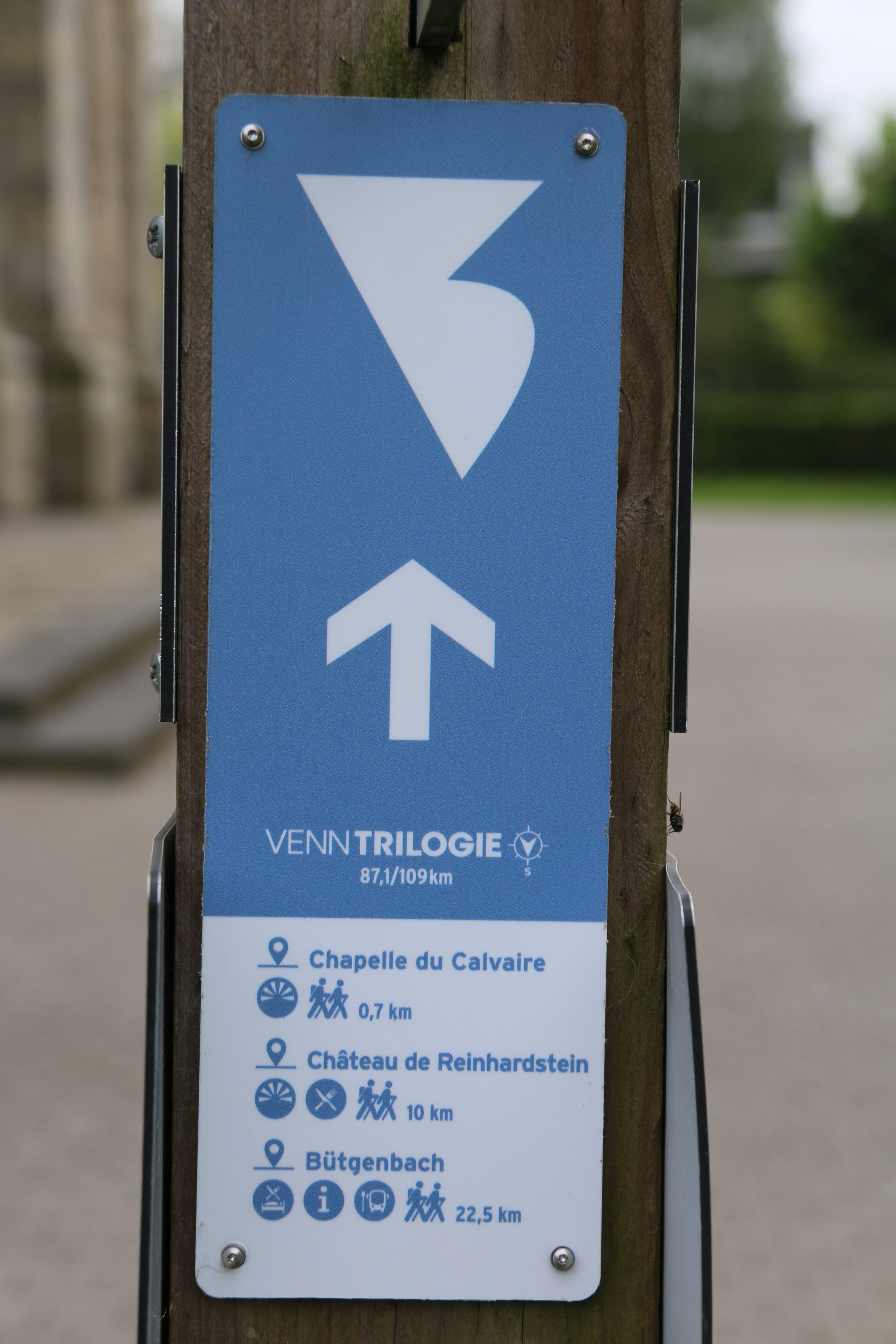
Venntrilogie

De Venntrilogie is een langeafstandswandelpad in de Oostkantons (Duitstalige Gemeenschap) in de Ardennen in België. De bewegwijzerde Venntrilogie loopt over 109 kilometer in 6 etappes van het Drielandenpunt via de Hoge Venen naar Bütgenbach. Het pad werd geopend op 29 augustus 2023.